# Louise Qvam
Louise Qvam, född 1866, död 1944, var en norsk feminist och läkare. 
Hon blev en av de första kvinnorna i Norge att ta examen artium 1885, blev 1887 av de första fyra kvinnor som fick studera medicin vid Det Kongelige Frederiks Universitet, och 1897 en av de första kvinnorna som blev cand.med. och färdig läkare i Norge.
Hon var engagerad i kampanjen för rösträtt för kvinnor. 